# 西海五岛

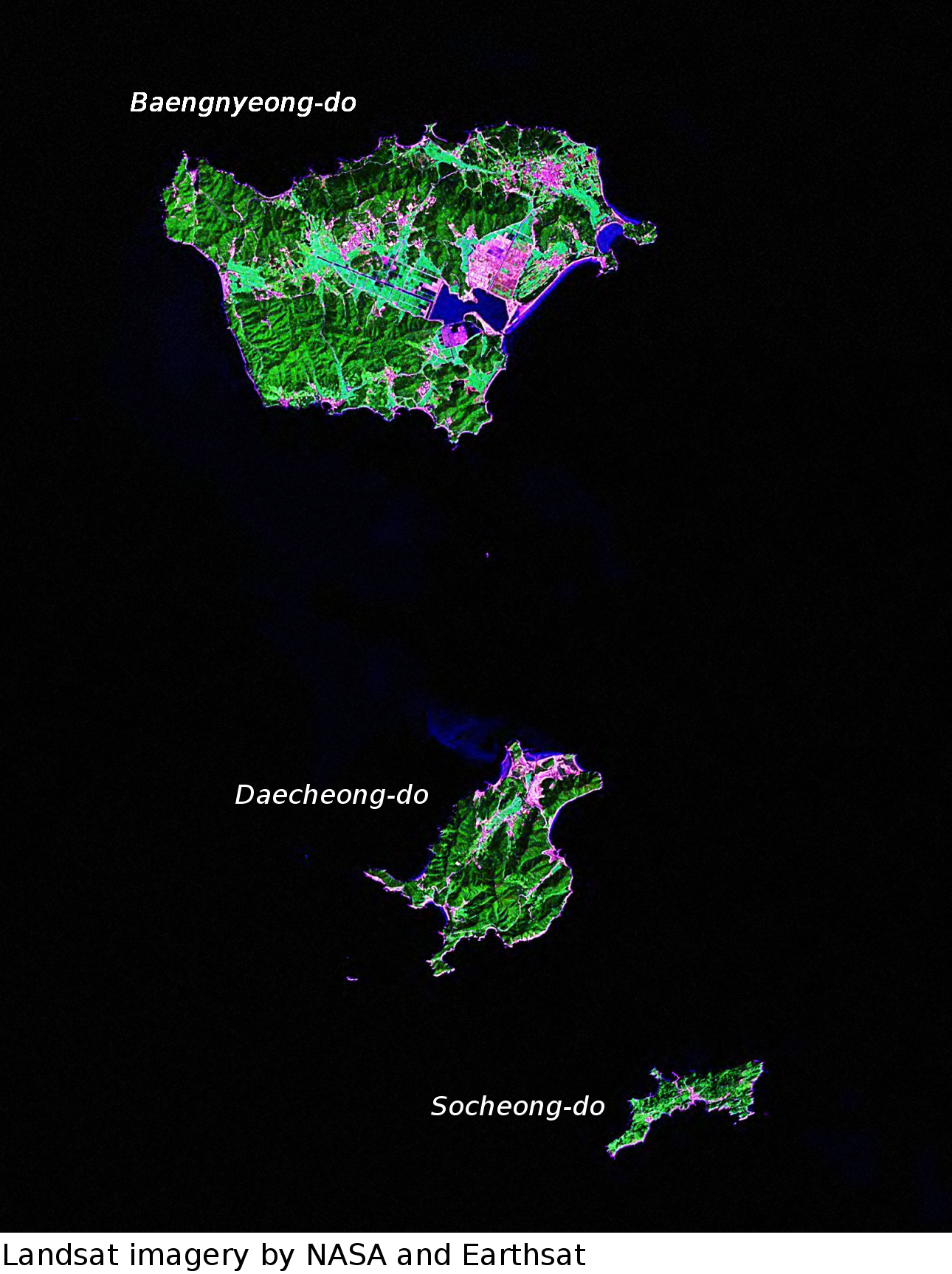
白翎島、大青島、小青島(上至下)

西海五岛（：／ Seohae O-do */?）是特指位于朝鲜民主主义人民共和国与大韩民国西海岸的五座离岛，分别是延坪岛、隅岛、白翎岛、大青岛和小青岛等五座岛屿。除隅島外其餘各島原屬黃海道，1945年以38線南北分治時歸韓國所轄並改隸京畿道，朝鲜战争時一度被朝鮮攻佔，後復歸韓國控制。
戰後據停戰協定所劃定的北方界線卻出現了爭議，使朝韩双方均声称拥有该区域主权，现在仍由韩国实际控制，成為西海五岛问题。